# José Menéres Pimentel
José Manuel Menéres Sampaio Pimentel, né le 11 août 1928 à Lisbonne où il est mort le 13 février 2014 est un homme politique portugais. Il a notamment exercé la fonction de Provedor de Justiça.

## Vie publique
- Membre du PSD, dont il a été président[2]

- VIIe gouvernement constitutionnel portugais
  - Ministre de la justice[3]
- VIIIe gouvernement constitutionnel portugais
  - Ministre de la justice et de la réforme administrative